# شرکت کشت و صنعت دشت ارم
شرکت کشت و صنعت دشت ارم یک منطقهٔ مسکونی در ایران است که در دهستان زهرای بالا واقع شده‌است. شرکت کشت و صنعت دشت ارم ۷۳ نفر جمعیت دارد.